# Rhona Mitra
Pour les articles homonymes, voir Mitra.
Rhona Mitra, née le 9 août 1976 à Paddington, est une actrice, chanteuse et mannequin britannique.
Elle se fait connaître au début de sa carrière en incarnant le personnage de Lara Croft, en tant que modèle officiel pour la promotion du jeu vidéo Tomb Raider .
À la télévision, elle est remarquée par ses rôles récurrents dans plusieurs séries télévisées comme Boston Justice, Nip/Tuck, Strike Back, The Last Ship, The Strain et Supergirl.
Elle a notamment été en tête d'affiche au cinéma dans les films Doomsday et Underworld 3 : Le Soulèvement des Lycans.

## Biographie

### Enfance et formation
Rhona Mitra est la fille d'Anthony Mitra, un chirurgien esthétique, et de Nora Downey. Elle a un frère aîné, Jason, et un frère cadet, Guyan, qui écrit pour plusieurs publications telles que Lonely Planet et The Sunday Times.
Son père est d'origine indienne et britannique, alors que sa mère est irlandaise. Son grand-père paternel était originaire du Bengale.
Après le divorce de ses parents en 1984, Rhona Mitra passe sa scolarité dans plusieurs pensionnats catholiques.

### Débuts de carrière
Elle commence sa carrière d'actrice au milieu des années 1990, après avoir pris des cours dans une école de théâtre fondée par Judi Dench.
Elle apparaît à la télévision anglaise dans quelques séries dont Ghostbusters of East Finchley (1995), The Bill et dans la mini-série The Man Who Made Husbands Jealous (1997).
Elle joue également le rôle d'une prostituée dans le drame intimiste Monk Dawson, puis celui de la jeune princesse Shéhérazade dans le film d'aventures A Kid in Aladdin's Palace (1997) aux côtés de Thomas Ian Nicholas.
En 1997, Rhona Mitra est choisie par Eidos Interactive pour incarner le personnage de Lara Croft lors de la promotion du jeu vidéo Tomb Raider 2. Entre diverses séances photos, interviews dans la presse et apparitions dans les salons spécialisés (ECTS et E3), elle se fait connaître du public et obtient un grand succès auprès des fans du jeu vidéo. Elle prête même sa voix au personnage avec le single Lara Croft: Getting Naked (suivi des albums Come Alive et Female icon) composé et produit par Dave Stewart.
Alors qu'elle est pressentie pour tenir le rôle au cinéma dans un premier projet de film, son contrat avec Eidos s'arrête pourtant au bout de quelques mois.

### Seconds rôles et percée télévisuelle

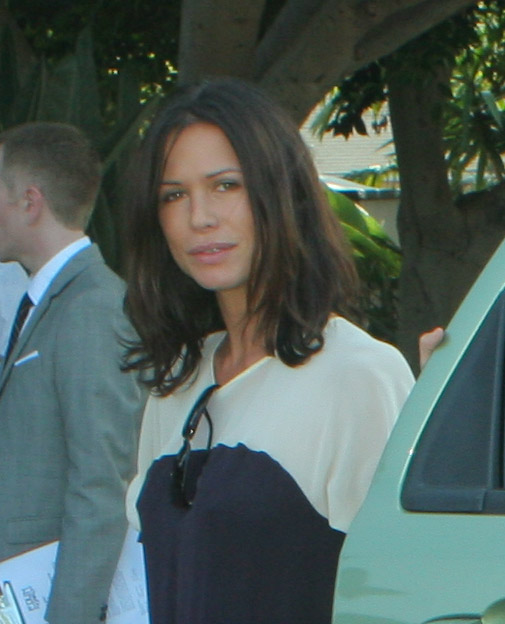
Rhona Mitra, lors d'une soirée organisée par l'entreprise Ford, en 2007.

Rhona Mitra décide par la suite de poursuivre sa carrière d'actrice aux États-Unis.
En 1999, elle tient ainsi le premier rôle féminin du film fantastique Beowulf, aux côtés de l'acteur français Christophe Lambert. Elle enchaîne avec un rôle récurrent à la télévision, dans une douzaine d'épisodes de la dernière saison de la série dramatique La Vie à cinq, avec les valeurs montantes Matthew Fox, Scott Wolf et Neve Campbell.
Elle joue dès la rentrée suivante un rôle principal, celui du Dr Alejandra "Ollie" Klein dans une nouvelle série médicale, Gideon's Crossing. Le programme est cependant arrêté au bout de 20 épisodes. L'actrice se concentre alors sur le cinéma.
Entre 2000 et 2003, elle multiplie les rôles secondaires sur grand écran : voisine de Kevin Bacon dans Hollow Man (2000), femme fatale dans les comédies Deux en un et Ali G (2002), étudiante machiavélique de Kevin Spacey dans La Vie de David Gale (2003).
En 2001, elle est classée à la 46e position du classement des 100 femmes les plus sexy selon le magazine Maxim.
En 2003, elle revient à la télévision en rejoignant la distribution principale de la série judiciaire The Practice, dans le rôle de l'assistante juridique Tara Wilson. Quand le programme est arrêté en mai 2004, l'actrice rejoint la série dérivée, Boston Justice, aux côtés de la star James Spader. Son personnage y est promu avocate, mais il est écarté au début de la seconde saison, et elle quitte donc la série.
Elle rejoint la populaire série thriller Nip/Tuck, qui entre alors dans sa troisième saison. Durant cinq épisodes, elle incarne la troublante inspectrice de police Kit McGraw.
Elle rebondit ensuite vers des fictions de genre. Elle joue au côté de Jim Caviezel dans le thriller Highwaymen : La Poursuite infernale (2004), où elle est traquée par un maniaque de la route. Elle ensuite est à  l'affiche du thriller psychologique Le Nombre 23 (2007) avec Jim Carrey, et elle interprète une agente du FBI dans Shooter, tireur d'élite (2007). 

### Rôles principaux au cinéma et à la télévision

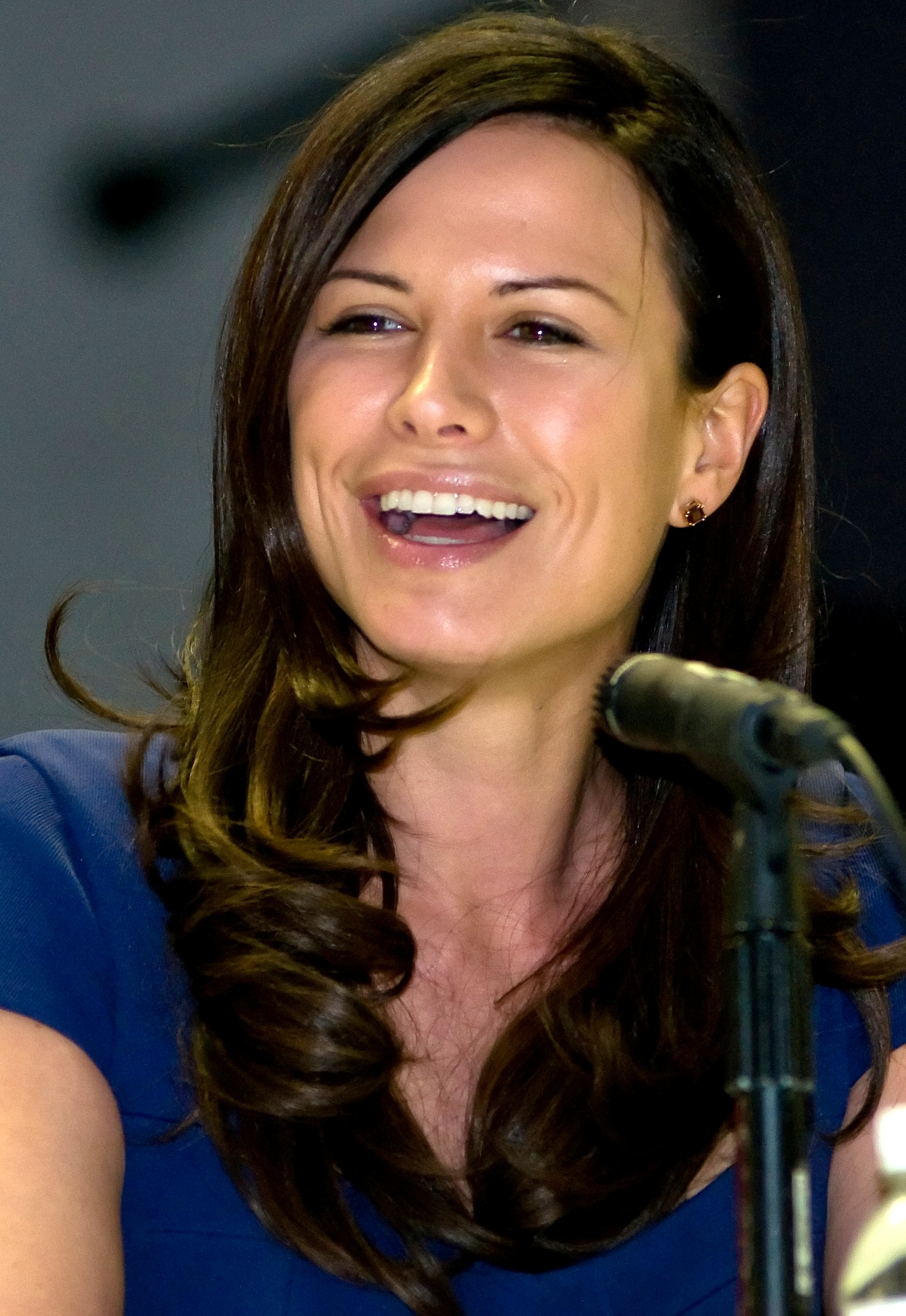
Rhona Mitra en 2009.

Elle obtient des rôles principaux qui l'imposent au cinéma. Elle tient d'abord la vedette du film fantastique Skinwalkers (2006). En 2008, elle campe le personnage de la farouche Eden Sinclair dans le film d'anticipation Doomsday réalisé par Neil Marshall, rôle qui la confirme dans le genre horrifique et les rôles musclés.
En 2009, elle incarne ensuite la vampire Sonja dans le film fantastique Underworld 3 : Le Soulèvement des Lycans, qui lui permet de succéder à sa compatriote Kate Beckinsale en tête d'affiche de la franchise.
La même année, elle tente cependant de se diversifier : d'abord en faisant face à Josh Lucas pour le thriller Stolen Lives, où elle incarne une mère faisant le deuil de son fils disparu, puis en partageant l'affiche de la romance Separation City avec Joel Edgerton.
L'année suivante, c'est sur petit écran qu'elle continue à être associée à la fiction de genre, en apparaissant dans 3 épisodes de la série de science-fiction Stargate Universe, puis en jouant une vampire dans l'éphémère série fantastique The Gates, qui est arrêtée au bout de 13 épisodes.
Parallèlement, elle fait partie du casting choral de la comédie dramatique anglaise Reuniting the Rubins.
En 2012, elle fait son retour dans un registre musclé en intégrant la distribution principale de la série d'action Strike Back, où elle campe le personnage du commandant Rachel Dalton. En 2014, elle quitte le programme après la saison 4, pour rejoindre une autre série, produite par Michael Bay : The Last Ship, dont elle partage l'affiche avec Eric Dane. Elle y interprète le personnage du Dr Rachel Scott. Toujours en 2014, sort dans les salles Vertiges, le remake américain du film Loft, réalisé par Erik Van Looy, réunissant également Wentworth Miller et Isabel Lucas.
En 2015, l'actrice quitte The Last Ship après avoir tourné dans deux saisons.
En 2016, elle poursuit dans le registre de l'action avec Chasse à l'homme 2, suite du film avec Jean-Claude Van Damme. Elle y joue l'un des principaux rôles avec Scott Adkins et Robert Knepper.
En 2017, elle incarne Charlotte, personnage récurrent de la quatrième saison de la série horrifique The Strain, une création de Guillermo del Toro.
L'année suivante, elle interprète une antagoniste dans un second rôle pour la comédie d’action Game Over, Man!, puis elle rejoint le casting de la saison 4 de la série Supergirl, où elle tient le rôle de Mercy Graves,. En 2020, elle joue dans deux films de science-fiction,  Archive et Skylines.
En 2024, elle tourne dans le film d'action Hounds of War, avec pour partenaire Frank Grillo, et dans le drame historique Prisoners of Paradise. Elle est également à l'affiche du thriller Shadow Land, dont elle partage l'affiche avec Jon Voight et Marton Csokas.  Elle rejoint ensuite le film de science-fiction The Experiment, aux côtés de Famke Janssen et Stefanie Martini
Elle rejoint ensuite la distribution de Red Sonja, remake du film éponyme de 1985.

### Vie privée
À la fin des années 1990, elle a fréquenté brièvement l'acteur australien Heath Ledger.
En 2008, elle a été en couple avec l'acteur américain Bradley Cooper.
Depuis 2017, à la suite d'une maladie auto-immune, elle change son mode de vie et quitte Los Angeles pour vivre en Uruguay, où elle vit dans une ferme servant de refuge pour les chevaux.

## Filmographie

### Cinéma
- 1997 : A Kid in Aladdin's Palace de Robert L. Levy (en) : Sheherazade (vidéofilm)
- 1998 : Croupier de Mike Hodges : La fille du Casino
- 1998 : Monk Dawson de Tom Waller : Mollie Jolliffe, la prostituée
- 1999 : How to Breed Gibbons de Gareth Maxwell Roberts : Juliet (court métrage)
- 1999 : Beowulf de Graham Baker : Kyra
- 2000 : Hollow Man : L'Homme sans ombre (Hollow Man) de Paul Verhoeven : la voisine de Sebastian
- 2000 : Get Carter de Stephen T. Kay : Géraldine
- 2002 : Ali G (Ali G Indahouse) de Mark Mylod : Kate Hedges
- 2002 : Fashion victime (Sweet Home Alabama)  de Andy Tennant : Tabatha Wadmore-Smith
- 2003 : La Vie de David Gale (The Life of David Gale) de Alan Parker : Berlin
- 2003 : Deux en un (Stuck On You) de Peter et Bobby Farrelly : la beauté à l'arrêt de bus
- 2004 : Highwaymen : La Poursuite infernale (Highwaymen) de Robert Harmon : Molly Poole
- 2006 : Skinwalkers de James Isaac : Rachel Talbot
- 2007 : Le Nombre 23 (The Number 23) de Joel Schumacher : Laura Tollins
- 2007 : Shooter, tireur d'élite (Shooter) de Antoine Fuqua : Alourdes Galindo
- 2008 : Doomsday de Neil Marshall : Eden Sinclair
- 2009 : Underworld 3 : Le Soulèvement des Lycans (Underworld 3: Rise of the Lycans) de Patrick Tatopoulos : Sonja
- 2009 : Stolen Lives de Anders Anderson : Barbara Adkins
- 2009 : Separation City de Paul Middleditch : Katrien Becker
- 2010 : Re-Uniting the Rubins de Yoav Factor : Andie Rubin
- 2014 : Vertiges (The Loft) de Erik Van Looy : Allison Vanowen
- 2016 : Chasse à l'homme 2 (Hard Target 2) de Roel Reiné : Sofia (vidéofilm)
- 2018 : Game Over, Man ! de Kyle Newacheck : Erma
- 2018 : The Fight de Jessica Hynes : Amanda Chadwick
- 2020 :  Archive de Gavin Rothery : Simone
- 2020 : Skylines de Liam O'Donnell : Dr. Mal
- 2022 : The Other Me de Giga Agladze : Martha
- 2024 : Shadow Land de James Bamford : Rachel Donnelly
- 2024 : Hounds of War de Isaac Florentine : Selina
- 2025 : Red Sonja de M. J. Bassett : Petra
- Prochainement : Prisoners of Paradise de Mitch Jenkins : Betty
- Prochainement : The Experiment de Chee Keong Cheung : Capitaine Ava Stone

### Télévision

#### Séries télévisées
- 1995 : Ghostbusters of East Finchley : Cass (saison 1, épisode 5)
- 1996 : The Bill : Sarah Wickes (saison 12, épisode 6)
- 1997 : The Man who made husbands jealous (mini-série) : Flora Seymour (3 épisodes)
- 1999-2000 : La Vie à cinq : Holly Marie Beggins (saison 6, 12 épisodes)
- 2000 : Secret Agent Man : Lacey Sullivan (saison 1, épisode 5)
- 2000-2001 : Gideon's Crossing : Dr Alejandra "Ollie" Klein (saison 1, 20 épisodes)
- 2003 : The Practice : Bobby Donnell et Associés : Tara Wilson (saison 8, 22 épisodes)
- 2004 : Spartacus de Robert Dornhelm (mini-série) : Varinia (2 épisodes)
- 2004-2005 : Boston Justice : Tara Wilson (saison 1 et 2, 20 épisodes)
- 2005 : Nip/Tuck : Kit McGraw (saison 3, 5 épisodes)
- 2010 : Stargate Universe : Commandant Kiva (saison 1, 3 épisodes)
- 2010 : The Gates : Claire Radcliff (saison 1, 13 épisodes)
- 2012-2013 : Strike Back : Commandant Rachel Dalton (saison 3 et 4, 14 épisodes)
- 2014 : The Last Ship Prequel: Dr. Scott's Video Journal (mini série) : Dr. Rachel Scott (6 épisodes)
- 2014-2015 : The Last Ship : Rachel Scott (saisons 1 et 2, 23 épisodes)
- 2017 : The Strain : Charlotte (saison 4, 4 épisodes)
- 2018 : Supergirl : Mercy Graves (saison 4, 4 épisodes)

#### Téléfilms
- 1997 : Lust for Glorious de Peter Richardson : First French Babe
- 2012 : La Négociatrice (Crisis Point) de Adrian Wills : Cameron Grainger

#### Documentaires
- 2022 : The Great Storm of '87 : Narratrice (voix)
- 2023 : Ben Fogle: New Lives in the Wild : Elle-même (Saison 17, épisode "Uruguay") En France, la série "Vivre loin du monde" [10]

### Jeux vidéo
- 1997 : Tomb Raider 2 : Lara Croft (Représentation réelle officielle du personnage)
- 2022 : World of Warcraft: Dragonflight : Vyranoth (voix)
- Prochainement : Squadron 42 : Officier Sophia Kelly (voix et design du personnage)

## Discographie

### Albums
- 1998 : Come Alive (dans le rôle de Lara Croft) (composé et produit par Dave Stewart)
- 1999 : Female icon (dans le rôle de Lara Croft) (composé et produit par Dave Stewart)

### Singles
- 1997 : Getting Naked (dans le rôle de Lara Croft) (composé et produit par Dave Stewart)
- 1997 : Come Alive (dans le rôle de Lara Croft) (composé et produit par Dave Stewart)

## Distinctions
Sauf indication contraire ou complémentaire, les informations mentionnées dans cette section proviennent de la base de données IMDb.

### Nominations
- Screen Actors Guild Awards 2006 : Meilleure distribution pour une série télévisée comique dans Boston Justice
- Scream Awards 2009 : Meilleure actrice pour Underworld 3 : Le Soulèvement des Lycans[12]

## Voix françaises
En France
| - Barbara Tissier, dans : - La Vie à cinq (série télévisée) - The Practice : Donnell et Associés (série télévisée) - Spartacus (téléfilm) - Boston Justice (série télévisée) - Nip/Tuck (série télévisée) - Stargate Universe (série télévisée) - The Gates (série télévisée) - The Last Ship (série télévisée) - Françoise Cadol dans : - Beowulf - Ali G - Skylines - Laurence Charpentier dans : - Le Nombre 23 - Doomsday - Strike Back (série télévisée) | - Ethel Houbiers dans : - La Vie de David Gale - Shooter, tireur d'élite - Marie Zidi dans : - La Négociatrice (téléfilm) - Supergirl (série télévisée) - Sybille Tureau dans : - The Strain (série télévisée) - Archive Et aussi - Mélody Dubos dans Get Carter - Marie-Laure Dougnac dans Highwaymen : La Poursuite infernale - Marie Donnio dans Skinwalkers - Barbara Kelsch dans Underworld 3 : Le Soulèvement des Lycans - Anne-Laure Gruet dans Game Over, Man! |

Au Québec